# Naves (Allier)
Pour les articles homonymes, voir Naves.
Naves est une commune française, située dans le département de l'Allier en région Auvergne-Rhône-Alpes.

## Géographie

### Localisation

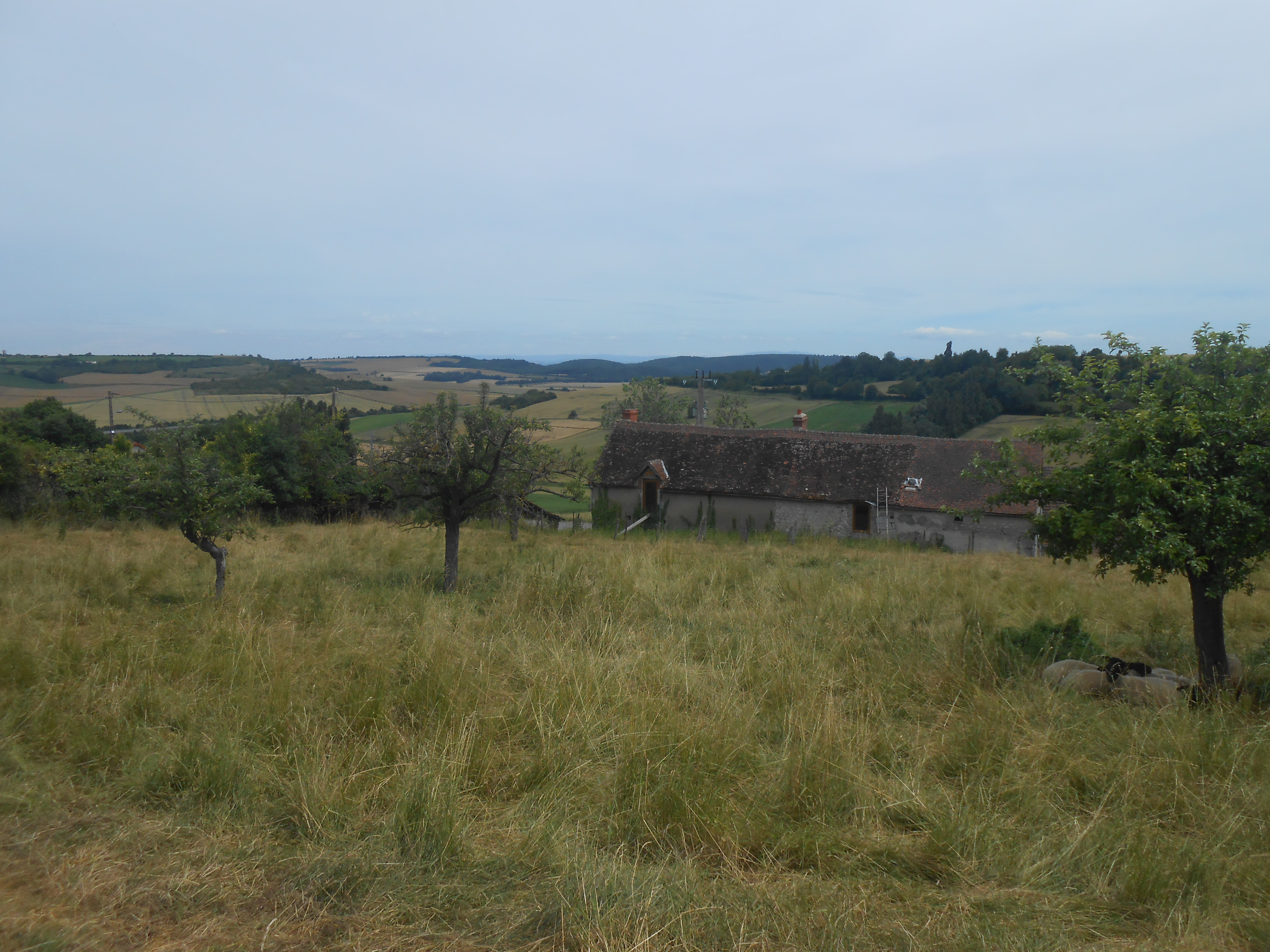
Paysage depuis Naves : vallée de la Sioule et Limagne bourbonnaise.

Naves est située à l'extrémité orientale d'un vaste plateau calcaire qui prolonge le massif cristallin des Colettes. Le plateau domine le bassin de Bellenaves et Chantelle, au nord, le col de Naves qui le sépare de Charroux, à l'est, et le bassin de Saint-Bonnet-de-Rochefort et Vicq, au sud-est et au sud. La dénivellation vers Saint-Bonnet-de-Rochefort est de  80 à 90 m. Le bourg et le village du Puy s'allongent le long d'une échancrure qui descend vers le col de Naves.
Le col de Naves, en réalité une petite dépression facilitant la communication entre la vallée de la Sioule et celle de la Bouble, est, depuis l'Antiquité au moins, une voie de passage importante. La voie romaine qui reliait Augustonemetum (Clermont-Ferrand) à Avaricum (Bourges) y passait, en direction de Cantilia (Chantelle-la-Vieille). Aujourd'hui, le passage est emprunté par la route départementale de Gannat à Montmarault par Bellenaves, par la ligne de chemin de fer de Gannat à Montluçon, portion de la liaison Lyon - Bordeaux via Limoges, et enfin par l'A71 reliant Bourges à Clermont-Ferrand.
Ses communes limitrophes sont :
| Bellenaves |       | Taxat-Senat               |
| Valignat   | Naves | Charroux                  |
| Vicq       |       | Saint-Bonnet-de-Rochefort |

### Transports
La commune est traversée, en plus de l'autoroute, par les routes départementales 68 (vers Saint-Bonnet-de-Rochefort), 183 (vers Charroux) et 483 (vers Taxat-Senat).

### Climat
Pour des articles plus généraux, voir Climat d'Auvergne-Rhône-Alpes et Climat de l'Allier.
En 2010, le climat de la commune est de type climat océanique dégradé des plaines du Centre et du Nord, selon une étude du CNRS s'appuyant sur une série de données couvrant la période 1971-2000. En 2020, Météo-France publie une typologie des climats de la France métropolitaine dans laquelle la commune est exposée à un climat de montagne ou de marges de montagne et est dans la région climatique Nord-est du Massif Central, caractérisée par une pluviométrie annuelle de 800 à 1 200 mm, bien répartie dans l’année.
Pour la période 1971-2000, la température annuelle moyenne est de 10,9 °C, avec une amplitude thermique annuelle de 15,8 °C. Le cumul annuel moyen de précipitations est de 826 mm, avec 11 jours de précipitations en janvier et 7,3 jours en juillet. Pour la période 1991-2020, la température moyenne annuelle observée sur la station météorologique de Météo-France la plus proche, « Chareil-Cintrat_sapc », sur la commune de Chareil-Cintrat à 13 km à vol d'oiseau, est de 11,9 °C et le cumul annuel moyen de précipitations est de 676,1 mm,. Pour l'avenir, les paramètres climatiques de la commune estimés pour 2050 selon différents scénarios d'émission de gaz à effet de serre sont consultables sur un site dédié publié par Météo-France en novembre 2022.

## Urbanisme

### Typologie
Au 1er janvier 2024, Naves est catégorisée commune rurale à habitat dispersé, selon la nouvelle grille communale de densité à 7 niveaux définie par l'Insee en 2022.
Elle est située hors unité urbaine et hors attraction des villes,.

### Occupation des sols

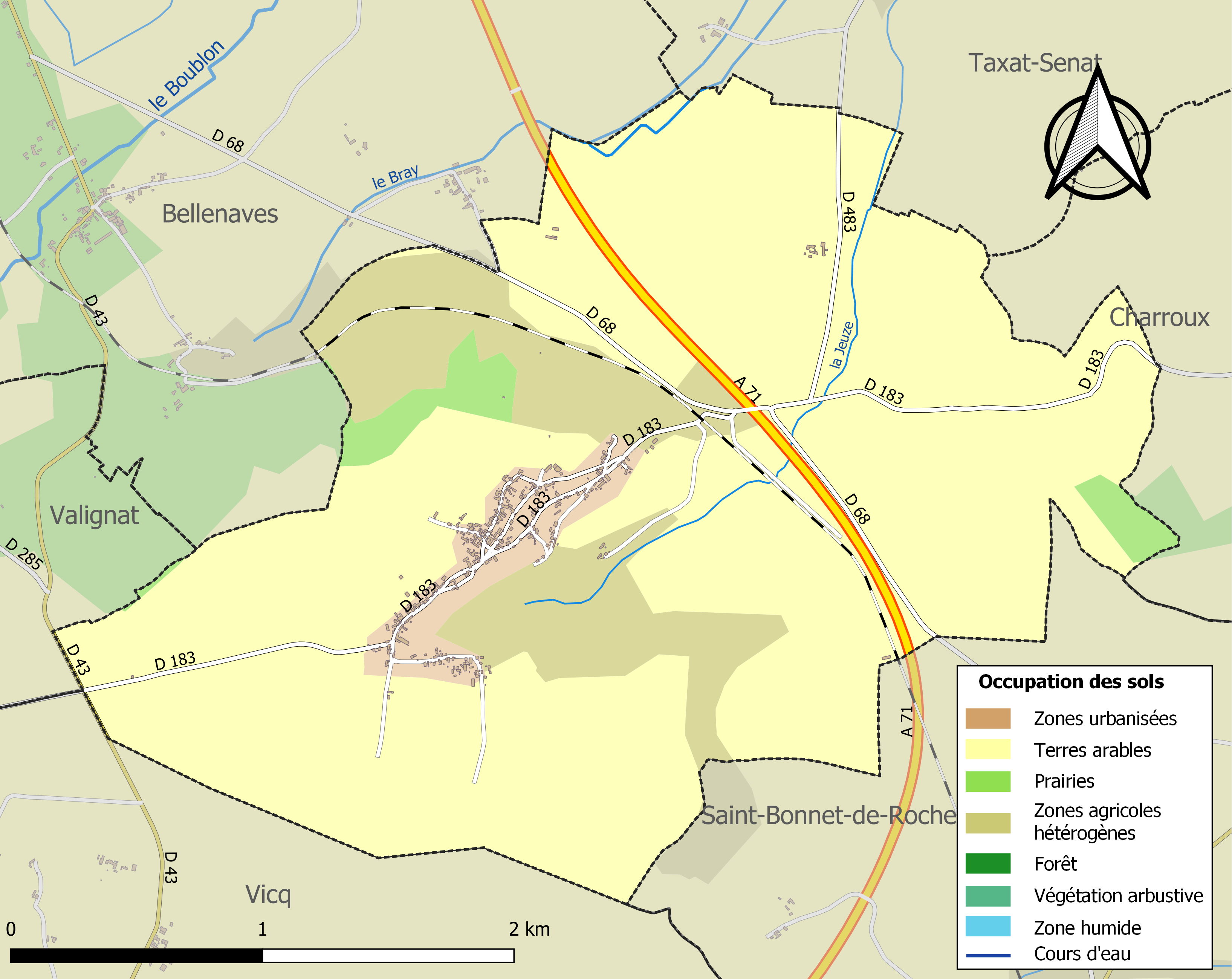
Carte des infrastructures et de l'occupation des sols de la commune en 2018 (CLC).

L'occupation des sols de la commune, telle qu'elle ressort de la base de données européenne d’occupation biophysique des sols Corine Land Cover (CLC), est marquée par l'importance des territoires agricoles (95,9 % en 2018), une proportion identique à celle de 1990 (95,9 %). La répartition détaillée en 2018 est la suivante : 
terres arables (79,6 %), zones agricoles hétérogènes (13,7 %), zones urbanisées (4,1 %), prairies (2,6 %).
L'IGN met par ailleurs à disposition un outil en ligne permettant de comparer l’évolution dans le temps de l’occupation des sols de la commune (ou de territoires à des échelles différentes). Plusieurs époques sont accessibles sous forme de cartes ou photos aériennes : la carte de Cassini (XVIIIe siècle), la carte d'état-major (1820-1866) et la période actuelle (1950 à aujourd'hui).

## Toponymie
Naves fait partie du Croissant, zone linguistique où se rejoignent et se mélangent la langue occitane et la langue d'oïl (enregistrement audios faits sur la commune pour l'Atlas sonore des langues régionales). Dans cette langue de transition le nom de Naves est Navas.

## Histoire
Le plateau de Naves a été occupé au moins dès l'époque néolithique, comme en témoigne un mégalithe visible à la limite des communes de Vicq et de Saint-Bonnet-de-Rochefort.
À l'époque romaine, la voie importante qui reliait Augustonemetum (Clermont-Ferrand) à Avaricum (Bourges) passait au col de Naves.
Au Moyen Âge, Naves est mentionnée pour la première fois dans une charte de Pépin le Bref datant de 763, par laquelle le roi met l'église de Naves (in vicaria Cantellensi ecclesiam… Navas) et les terres qui en dépendent sous la dépendance de l'abbaye de Mozac, près de Riom. Le château de Naves est construit vers 1100. En 1147, le seigneur des lieux, Hugues de Naves, en conflit avec Archambaud VII de Bourbon, préfère donner son château et sa seigneurie à l'archevêque de Bourges, Pierre de La Châtre. Les archevêques de Bourges agrandirent et renforcèrent le château, qui se trouvait à la limite de leur diocèse et où ils aimaient venir séjourner jusqu'à la fin du XVe siècle au moins ; Jean Cœur, fils de Jacques Cœur et archevêque de Bourges, fit faire des travaux dans le château et l'on peut voir les armes de la famille Cœur sur la façade et sur des manteaux de cheminées. Au début du XIIIe siècle, ils font construire l'actuelle église Saint-Pourçain.
Pour cette raison, sous l'Ancien Régime, Naves est une enclave de la province de Berry. Cela apparaît sur la carte de Cassini.

## Politique et administration
| Période                                  | Période                      | Identité            | Étiquette | Qualité                |
| ---------------------------------------- | ---------------------------- | ------------------- | --------- | ---------------------- |
| Les données manquantes sont à compléter. |                              |                     |           |                        |
| 2001                                     | mars 2008                    | Guy Esvan           |           |                        |
| mars 2008                                | avril 2014                   | Jean-Pierre Rogacki |           |                        |
| avril 2014                               | En cours (au 8 juillet 2020) | Daniel Reboul       |           | Retraité Réélu en 2020 |

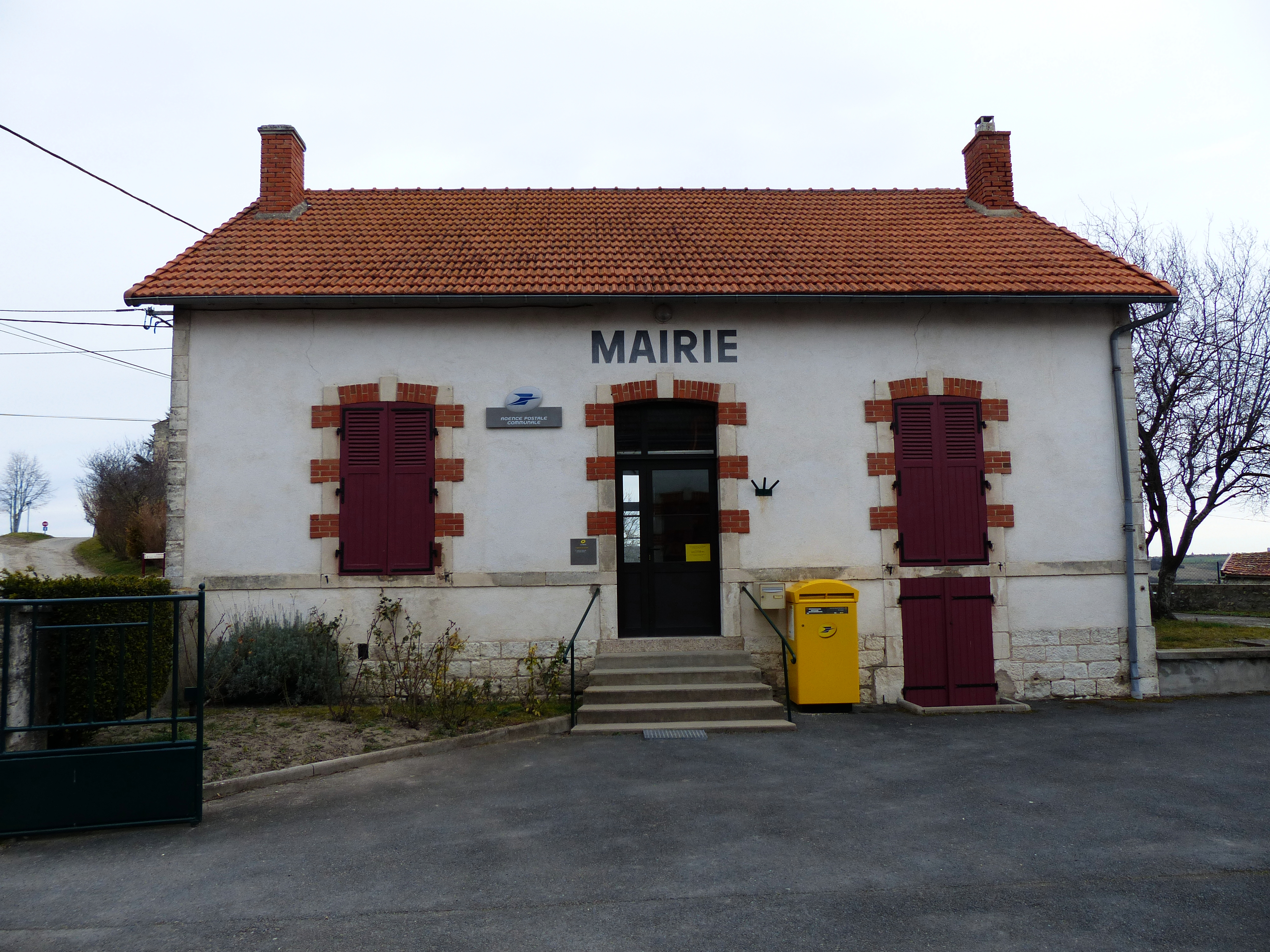
Mairie de Naves.

Depuis le 1er janvier 2017, afin que les arrondissements du département « correspondent à une meilleure cohérence administrative et [à une] adaptation aux bassins de vie », la commune est retirée de l'arrondissement de Montluçon pour être rattachée à celui de Vichy.

## Population et société

### Démographie
L'évolution du nombre d'habitants est connue à travers les recensements de la population effectués dans la commune depuis 1793. Pour les communes de moins de 10 000 habitants, une enquête de recensement portant sur toute la population est réalisée tous les cinq ans, les populations de référence des années intermédiaires étant quant à elles estimées par interpolation ou extrapolation. Pour la commune, le premier recensement exhaustif entrant dans le cadre du nouveau dispositif a été réalisé en 2008.

En 2022, la commune comptait 137 habitants, en évolution de +19,13 % par rapport à 2016 (Allier : −1,38 %, France hors Mayotte : +2,11 %).
| 1793 | 1800 | 1806 | 1821  | 1831 | 1836 | 1841 | 1846 | 1851 |
| ---- | ---- | ---- | ----- | ---- | ---- | ---- | ---- | ---- |
| 786  | 600  | 850  | 1 007 | 881  | 893  | 877  | 851  | 839  |

| 1856 | 1861 | 1866 | 1872 | 1876 | 1881 | 1886 | 1891 | 1896 |
| ---- | ---- | ---- | ---- | ---- | ---- | ---- | ---- | ---- |
| 787  | 745  | 700  | 734  | 678  | 671  | 652  | 638  | 611  |

| 1901 | 1906 | 1911 | 1921 | 1926 | 1931 | 1936 | 1946 | 1954 |
| ---- | ---- | ---- | ---- | ---- | ---- | ---- | ---- | ---- |
| 541  | 577  | 527  | 437  | 391  | 385  | 344  | 304  | 277  |

| 1962 | 1968 | 1975 | 1982 | 1990 | 1999 | 2006 | 2008 | 2013 |
| ---- | ---- | ---- | ---- | ---- | ---- | ---- | ---- | ---- |
| 248  | 210  | 179  | 129  | 108  | 109  | 114  | 116  | 113  |

| 2018 | 2022 | - | - | - | - | - | - | - |
| ---- | ---- | - | - | - | - | - | - | - |
| 123  | 137  | - | - | - | - | - | - | - |

### Enseignement
Naves dépend de l'académie de Clermont-Ferrand. Il n'existe aucune école.
Les collégiens se rendent à Bellenaves et les lycéens à Saint-Pourçain-sur-Sioule.

## Culture locale et patrimoine

### Lieux et monuments
- Ruines du château du XVe siècle ?[27] des archevêques de Bourges.
- Église Saint-Pourçain.
- Source et lavoir du Ruchon.
- Col de Naves